# Кацуранис, Константинос
Константи́нос (Ко́стас) Кацура́нис (греч. Κωνσταντίνος (Κώστας) Κατσουράνης; род. 21 июня 1979, Патры, Греция) — греческий футболист, выступавший на позиции полузащитника. Чемпион Европы 2004 в составе сборной Греции

## Карьера в клубе

### «Панахаики»
В сезоне 1996/97 в возрасте 17 лет Кацуранис дебютировал в греческом чемпионате в клубе «Панахаики» из своего родного города Патры. В этой команде он провёл шесть лет, и начиная с третьего по счёту сезона был игроком основного состава.

### АЕК Афины
Когда его контракт с «Панахаики» истёк, Кацуранис решил, что пришло время перебраться в более престижный клуб. Он начал переговоры о переходе в «Панатинаикос». Однако португальский тренер Фернанду Сантуш, его будущий тренер в АЕКе и «Бенфике», а в то время работавший в «Панатинаикосе», предпочёл заключить контракт со своим соотечественником Карлушем Шаинью, знакомым тренеру по прежней работе в «Порту», трансфер Кацураниса в этот клуб был сорван. Затем к футболисту проявил интерес другой греческий гранд — «Олимпиакос». Переговоры с вице-президентом клуба Гиоргиосом Луварисом близились к успешному завершению, когда Луварис попросил Кацураниса отложить принятие окончательного решения до возвращения из деловой поездки в США президента клуба Сократиса Коккалиса. Ситуацией воспользовался тогдашний президент афинского АЕКа Хрисостомос Псомиадис и убедил подающего большие надежды полузащитника подписать трёхлетний контракт с АЕКом.
Выходя поначалу на замену, Кацуранис показывал впечатляющую игру и вскоре стал важной частью своего нового клуба. Он продолжал прогрессировать и быстро стал одним из ведущих игроков основы.
Сезон 2004/05 стал, возможно, одним из лучших в карьере Кацураниса в АЕКе, он забил 12 мячей, играя на позиции опорного полузащитника, ведя вместе с клубом борьбу за чемпионский титул. АЕК финишировал третьим, хотя многие ожидали от клуба лишь места в середине таблицы. К Костасу проявлял сильный интерес немецкий «Вердер», но он вместе с президентом клуба Демисом Николаидисом решили отклонить это предложение.
В сезоне 2005/06 афинский клуб финишировал в чемпионате страны на втором месте и завоевал место в Лиге чемпионов. В конце сезона тренер АЕКа Фернанду Сантуш вернулся на родину и Кацуранис изъявил желание последовать за ним и продолжить карьеру за рубежом, заключив контракт с португальской «Бенфикой», которую возглавил Сантуш. Сумма трансфера составила около 2 млн евро.

### «Бенфика»
Кацуранис подписал четырёхлетний контракт с португальским клубом 23 июня 2006 года. Годом ранее в «Бенфике» оказался другой греческий футболист — Йоргос Карагунис. Прибыв в июне, Кацуранис заявил журналистам: «Даже если бы Фернанду Сантуша или Карагуниса не было в клубе, я всё равно бы пришёл в клуб. „Бенфика“ для меня это один из ведущих клубов Европы, и она доказала это в Лиге чемпионов. Я здесь, чтобы добиваться таких же высоких целей; переход в „Бенфику“ также поможет мне в карьере в сборной».
В первом в его португальской карьере дерби с «Порту» Кацуранис ударом головой после розыгрыша углового открыл счёт своим забитым мячам, вскоре в одном из матчей лиги он забил второй гол за «Бенфику». Он быстро стал ключевым для команды игроком, забил несколько важных голов и в некоторых матчах был капитаном команды. Он доказал, что является одним из лучших новичков португальского чемпионата, проведя в сезоне 2006/07 28 матчей лиги и забив в них 6 мячей.
Несмотря на интерес, проявленный в межсезонье к игроку такими клубами, как «Валенсия», «Вердер», «Тоттенхэм», а также «Ювентусом», 14 сентября 2007 года он продлил контракт с «Бенфикой» ещё на два сезона.

#### Инцидент с Луизао
В январе 2008 года в матче против «Витории» из Сетубала у Кацураниса произошла ссора с товарищем по команде Луизао. Конфликт возник после неточного паса Кацураниса, из-за которого Луизао был вынужден прерывать атаку завладевшего мячом соперника с нарушением правил. Луизао получил жёлтую карточку, после чего стал открыто высказывать претензии Кацуранису, который ответил в той же манере. Дело чуть было не дошло до драки, но игроков разняли товарищи по команде. Оба они были тут же заменены, и в дальнейшем были отстранены клубом от игр. Позже оба игрока принесли друг другу публичные извинения.

### ПАОК
14 декабря 2012 года игрок перешёл в ПАОК на правах свободного агента. Контракт подписан сроком на 1,5 года.

## Карьера в сборной

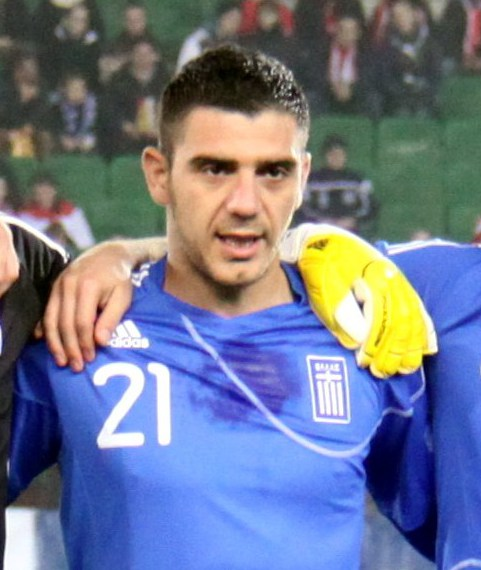
Кацуранис в составе сборной Греции

Кацуранис дебютировал в национальной сборной Греции 20 августа 2003 года в матче с командой Швеции; первый гол за сборную он провёл в ворота команды Казахстана в отборочном матче чемпионата мира 2006 года.
Кацуранис был одним из ключевых игроков, приведших сборную к триумфу на чемпионате Европы 2004 года. После этого успеха Кацуранис был основным игроком сборной в отборочном цикле чемпионата мира 2006 года, завершившегося для команды неудачей. Кацуранис стал одним из сильнейших игроков Греции в квалификационных матчах на Евро-2008, в которых он помог Греции выйти в финальную часть и получить шанс отстоять чемпионский титул. В нескольких матчах Кацуранис выводил сборную на поле в качестве капитана команды.

## Достижения
Командные
- Чемпион Европы 2004
- Обладатель Кубка португальской лиги: 2008/09
- Чемпион Греции: 2009/10
- Обладатель Кубка Греции: 2009/10

Личные
- Лучший футболист Греции: 2005